# Araneus coccinella
Araneus coccinella är en spindelart som beskrevs av Pocock 1898. Araneus coccinella ingår i släktet Araneus och familjen hjulspindlar. Inga underarter finns listade i Catalogue of Life.